# Juan Carlos García Pérez de Arce
Juan Carlos García Pérez de Arce, né le 3 janvier 1971 à Santiago, est un architecte et homme politique chilien. Il est ministre des Travaux publics depuis le 11 mars 2022.
Urbaniste de formation en France, il a participé à l'organisation Servicio País dans la région d' Aysén, d'où il a promu des initiatives reconnues au niveau national. De même, il a été directeur exécutif du Centre interdisciplinaire de neurosciences de l'Université de Valparaíso.

## Biographie
Il est né le 3 janvier 1971 à Santiago du Chili, fils de Carlos Alberto García Lazcano et de María Isabel Pérez de Arce Antoncich.
Il a effectué ses études primaires et secondaires au Collège Saint-Georges à Vitacura, et ses études supérieures en architecture à l'Université pontificale catholique de Valparaíso, puis a étudié une maîtrise en gestion urbaine à l'École nationale des ponts et chaussées à Paris, en France.
Il est marié à Xochitl Tatiana Poblete Rojas, avec qui il est père de deux enfants.

## Parcours professionnel
Au cours de sa carrière, il a travaillé au Ministère du Logement et de l'Urbanisme, poste dans lequel il a collaboré à la déclaration de la commune de Valparaíso au patrimoine mondial de l'UNESCO.
Il a également été conseiller de la Corporation pour la promotion de la production (Corfo), un site où il a promu des programmes visant à encourager l'investissement privé dans la région de Valparaíso.
Il a promu d'importants projets dans cette région, tels que la construction du parc culturel de Valparaíso, du stade municipal de Quillota, du théâtre Pompeya et de la maison de Pedro Aguirre Cerda.
Depuis 2011, il est directeur exécutif du Centre interdisciplinaire de neurosciences de l'Université de Valparaíso (CINV), où il a développé la gestion et les projets de diffusion du centre de recherche.
Depuis juin 2014, il est membre du conseil d'administration de l'Entreprise Portuaire de Valparaíso, où il est chargé de définir les politiques de développement du port et de renforcer les relations avec la ville.

## Parcours politique
Il est militant et vice-président du Parti libéral du Chili (es). En 2020, il participe à la primaire du Front large pour désigner le candidat gouverneur de la région de Valparaíso, mais il n'est pas élu.
Le 21 janvier 2022, il est nommé ministre des Travaux publics par le président élu Gabriel Boric, fonction qu'il a assumé le 11 mars, avec le début du gouvernement.

## Résultats électoraux

### Primaires des gouverneurs régionaux
- Primaires des gouverneurs régionaux du Front large de 2020, pour la Région de Valparaíso[5].

| Année | Portrait | Portrait | Candidats             | Parti   | Voix   | %     | Rang      |
| ----- | -------- | -------- | --------------------- | ------- | ------ | ----- | --------- |
| 2020  |          |          | Rodrigo Mundaca (es)  | Indép.  | 18 147 | 63,92 | Vainqueur |
| 2020  |          |          | Nataly Campusano (es) | CS      | 8 358  | 29,44 | 2e        |
| 2020  |          |          | Juan Carlos García    | PL (es) | 1 883  | 6,63  | 3e        |